# Nupserha quadrimaculata
Nupserha quadrimaculata är en skalbaggsart som beskrevs av Aurivillius 1907. Nupserha quadrimaculata ingår i släktet Nupserha och familjen långhorningar. Inga underarter finns listade i Catalogue of Life.